# Schloss Brünninghausen

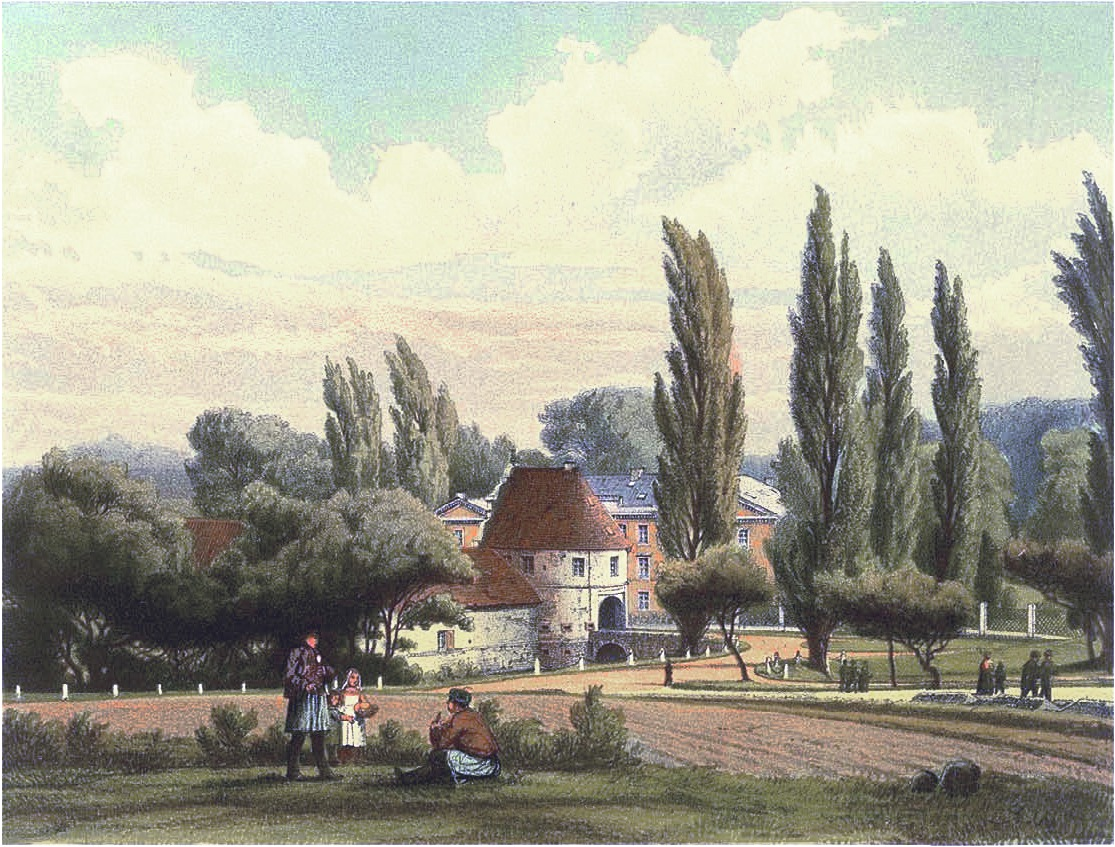
Historische Ansicht von Schloss Brünninghausen, Sammlung Alexander Duncker

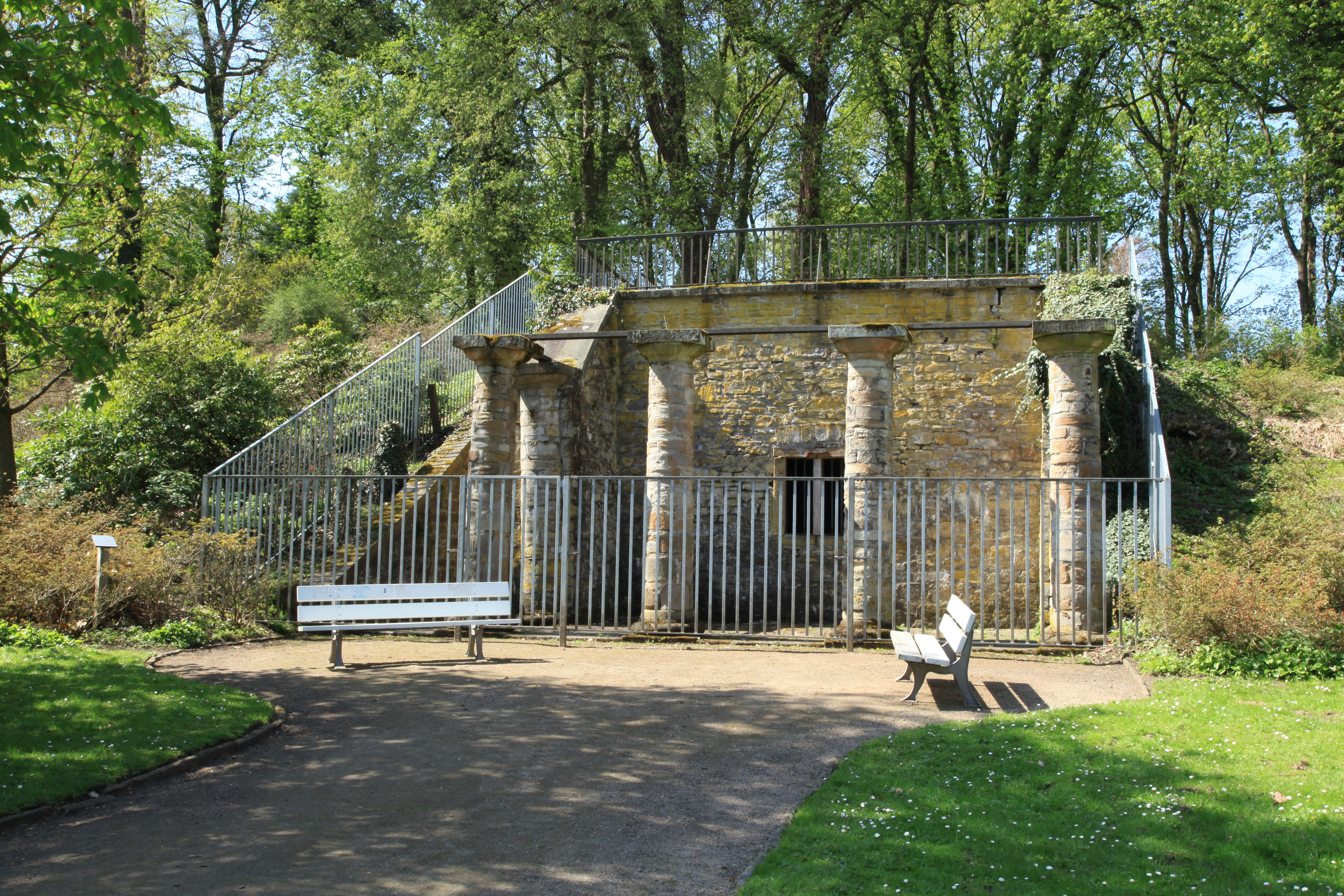
Der aufgrund von Einsturzgefahr gesicherte Eiskeller

Schloss Brünninghausen war ein Wasserschloss in Dortmund. Der Besitz gehörte im 13. Jahrhundert den Herren von Brünninghausen.

## Geschichte

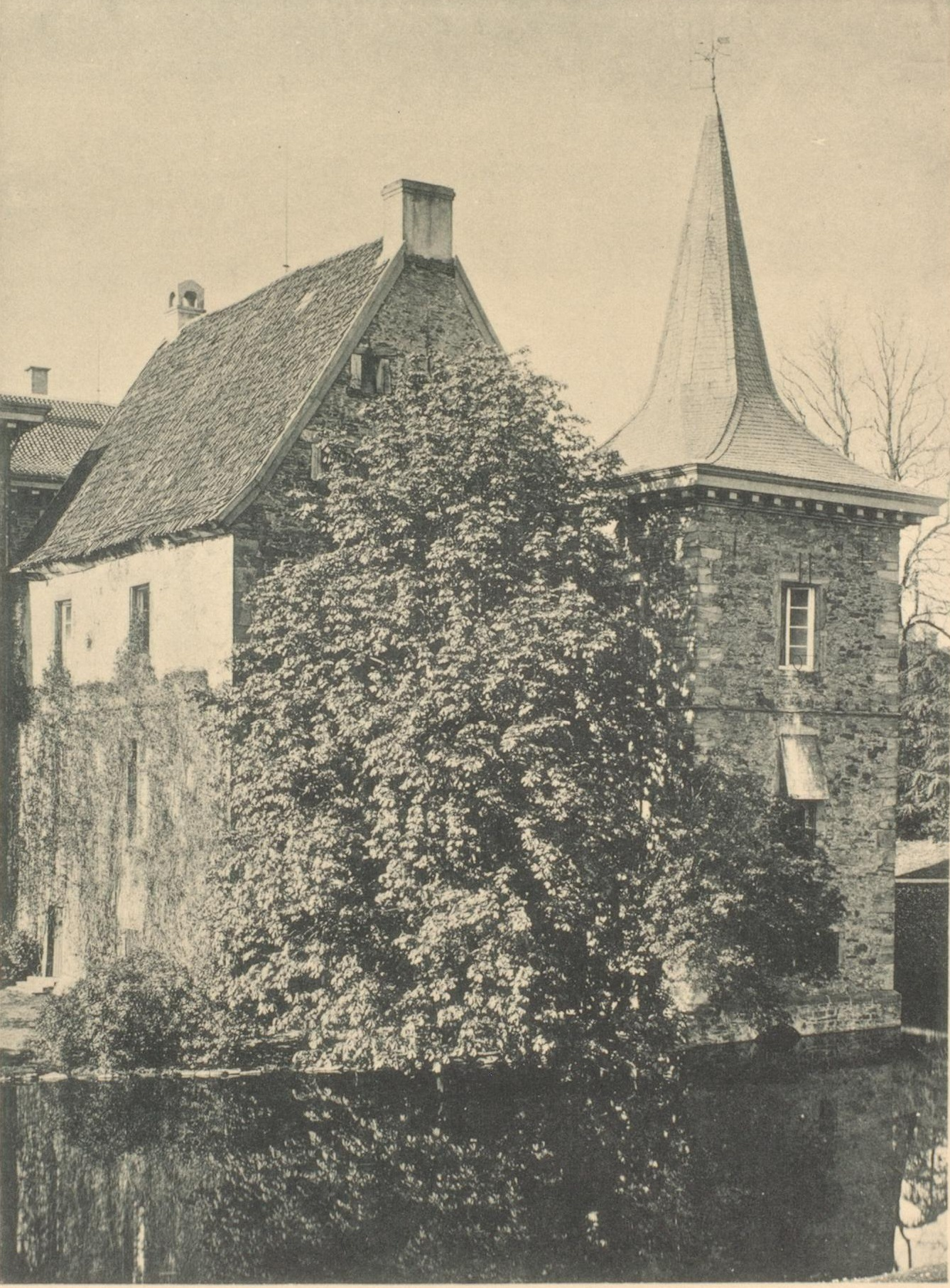
Der alte Teil von Schloss Brünninghausen um 1890

Die Familie Nordkerke ließ  im Jahr 1300 eine Wasserburg errichten. Dietrich Notkerke, Nachfahre der Familie von Brünninghausen, verließ im 14. Jahrhundert das alte Dorf und wählte diese Stelle als seinen Wohnsitz. Neben dem eigentlichen Schloss gehörten zahlreiche Kotten und Höfe in Barop, Hacheney, Wellinghofen, Kleinholthausen und Lücklemberg zum Besitz. Auch umfangreicher Waldbesitz an den Nordhängen des Ardeygebirges gehörte zu Schloss Brünninghausen.
Durch Heirat kam das Anwesen 1483 in den Besitz eines Zweiges der Familie Rodenberg, der sich später von Romberg nannte. Conrad von Romberg ersetzte 1560 bis 1571 die verfallene Wasserburg durch eine neue Anlage mit jeweils einem Turm an der Nordwest- und an der Südostecke. Im Jahre 1681 ließ Conrad Philipp von Romberg die Burg erneuern und das Torhaus errichten.
Im 19. Jahrhundert gehörten den Rombergs viele Bergwerke im Ruhrgebiet. Zwischen 1820 und 1830 konnte Gisbert Christian Friedrich von Romberg einen aufwändigen Umbau der alten Burganlage zu einem klassizistischen Schloss realisieren, nachdem er besonders durch das Engagement der Familie im Bergbau zu Reichtum und politischem Einfluss gelangt war. Die alte Burg wurde vermutlich in die Schlossanlage integriert. Zum Schloss gehört ein im Stil eines englischen Landschaftsgartens angelegter Schlosspark, der heutige Rombergpark. Bekannt wurde Schloss Brünnighausen als Wohnsitz des Lebemanns Baron Gisbert II. von Romberg (1839–1897), der als Vorlage der Romanfigur des Tollen Bomberg gilt. Ihm wurde von Familienmitgliedern wegen Trunkenheit und Verschwendungssucht der Prozess gemacht. Im Deutsch-Französischen Krieg 1870/71 wurde in Brünninghausen ein Lazarett für Kriegsverwundete eingerichtet.
Christoph Ernst Friedrich von Forcade de Biaix (1821–1891) erwarb 1873 das Gut zusammen mit seiner Ehefrau Isabella Freiin von Romberg (1836–1909), wo er am 18. Juli 1891 gestorben ist. Clemens von Romberg-Brünninghausen (1863–1923) zog 1904 nach Schloss Buldern im westfälischen Buldern um. Im Anschluss daran stand das Haus leer und zum Verkauf. Die Stadt Dortmund erwarb die Anlage 1927 von Gisbert III. von Romberg (1888–1952). Im Zweiten Weltkrieg wurde das Schloss bei einem Bombenangriff auf das Hoesch-Gelände 1945 zerstört. Die Gräfte wurde mit Schutt verfüllt, während Steine aus den Mauern des Schlosses im Tierpark verwendet wurden.

## Baubefunde

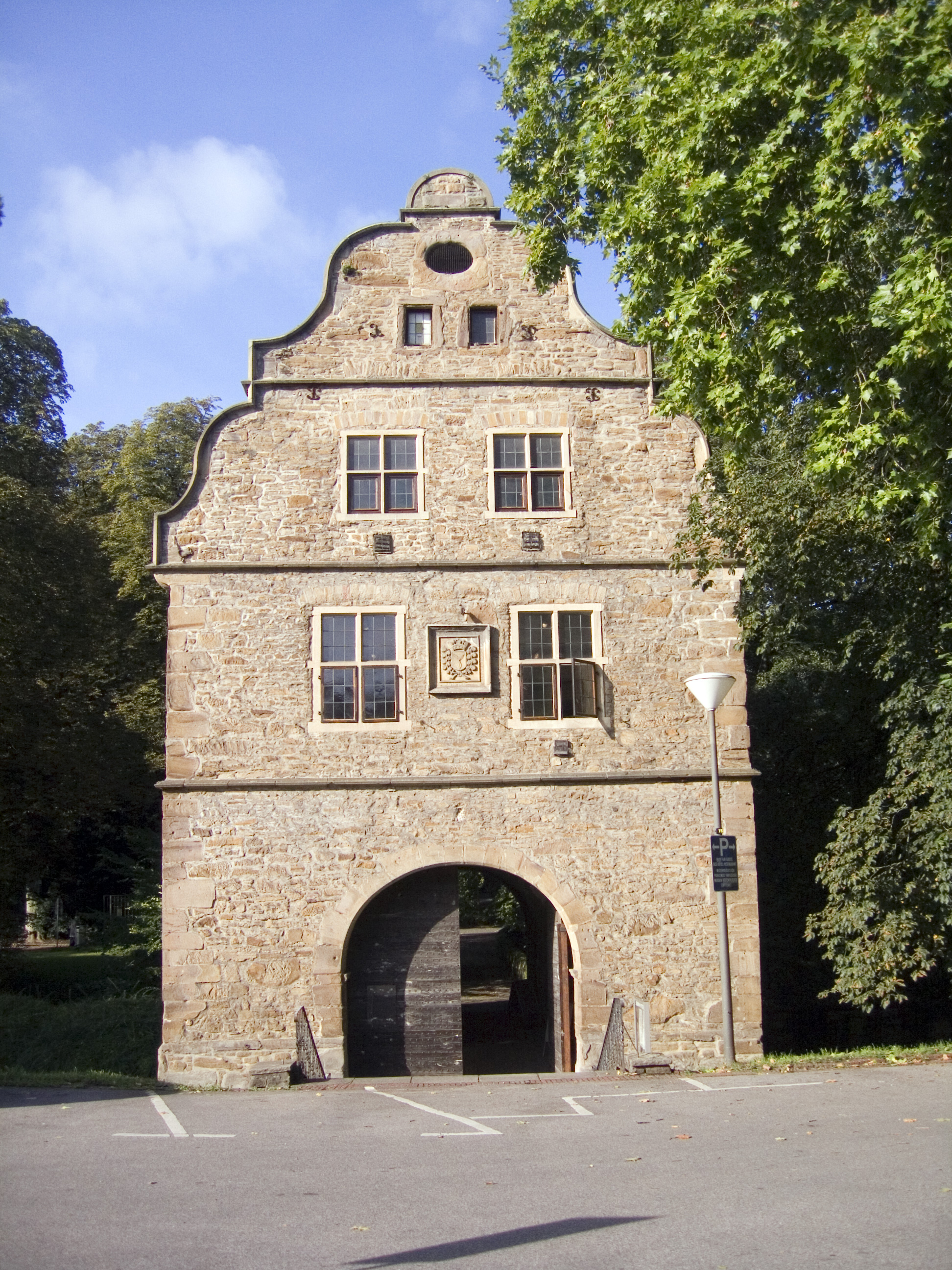
Frontseite des Torhauses heute

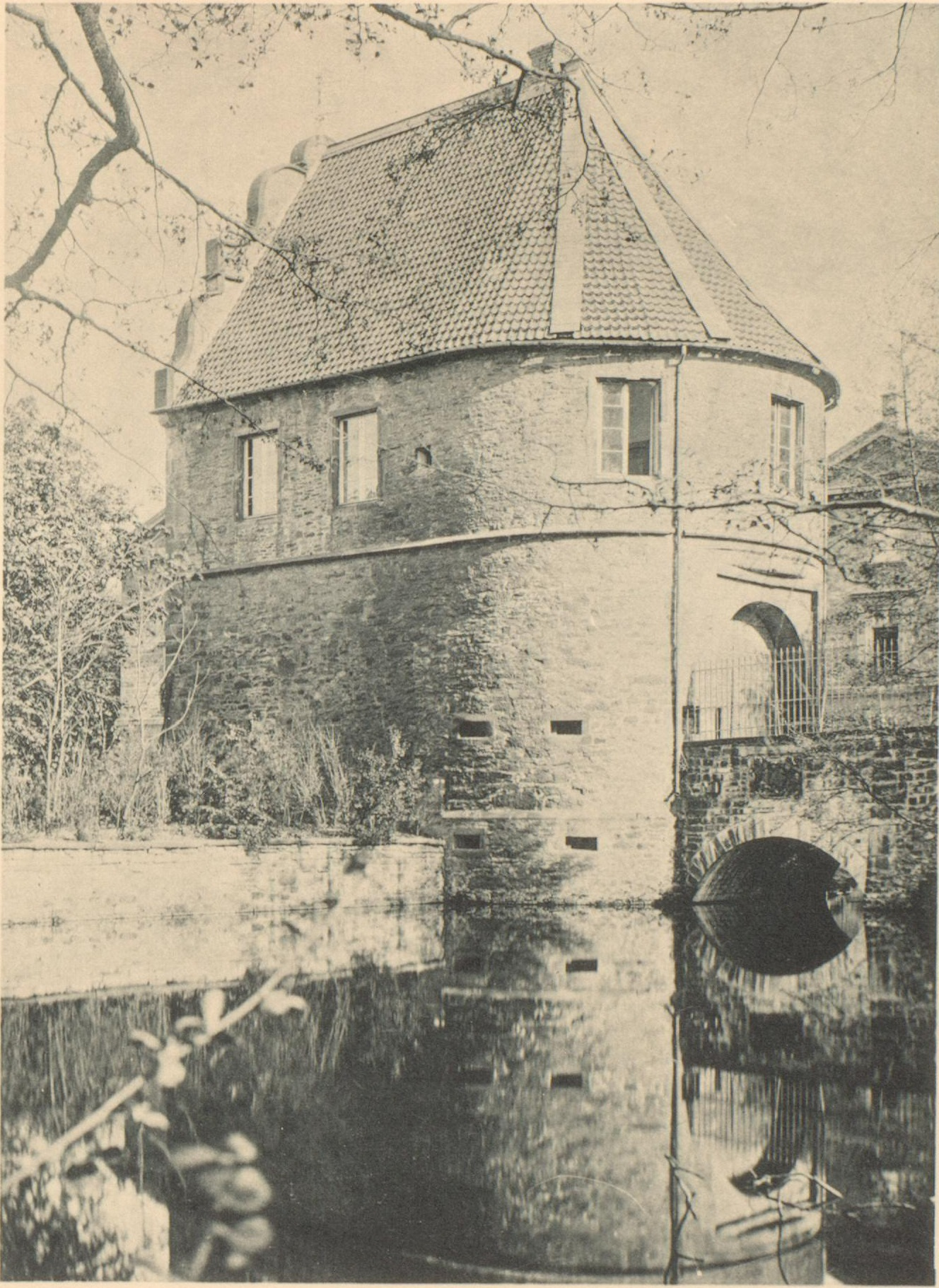
Seitenansicht des Torhauses, dahinter klassizistische Giebel des Haupthauses, um 1890

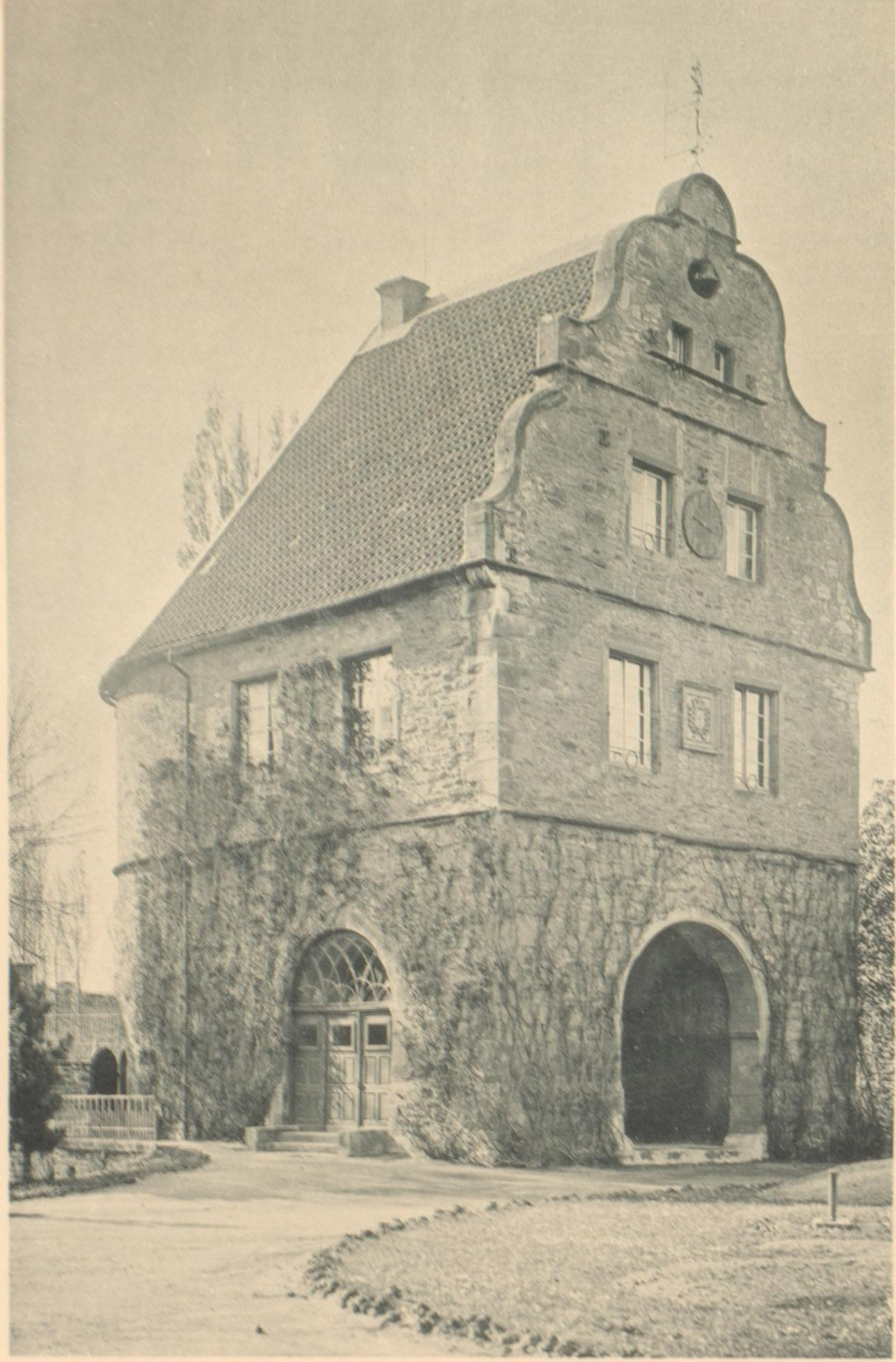
Die Vorderseite um 1890

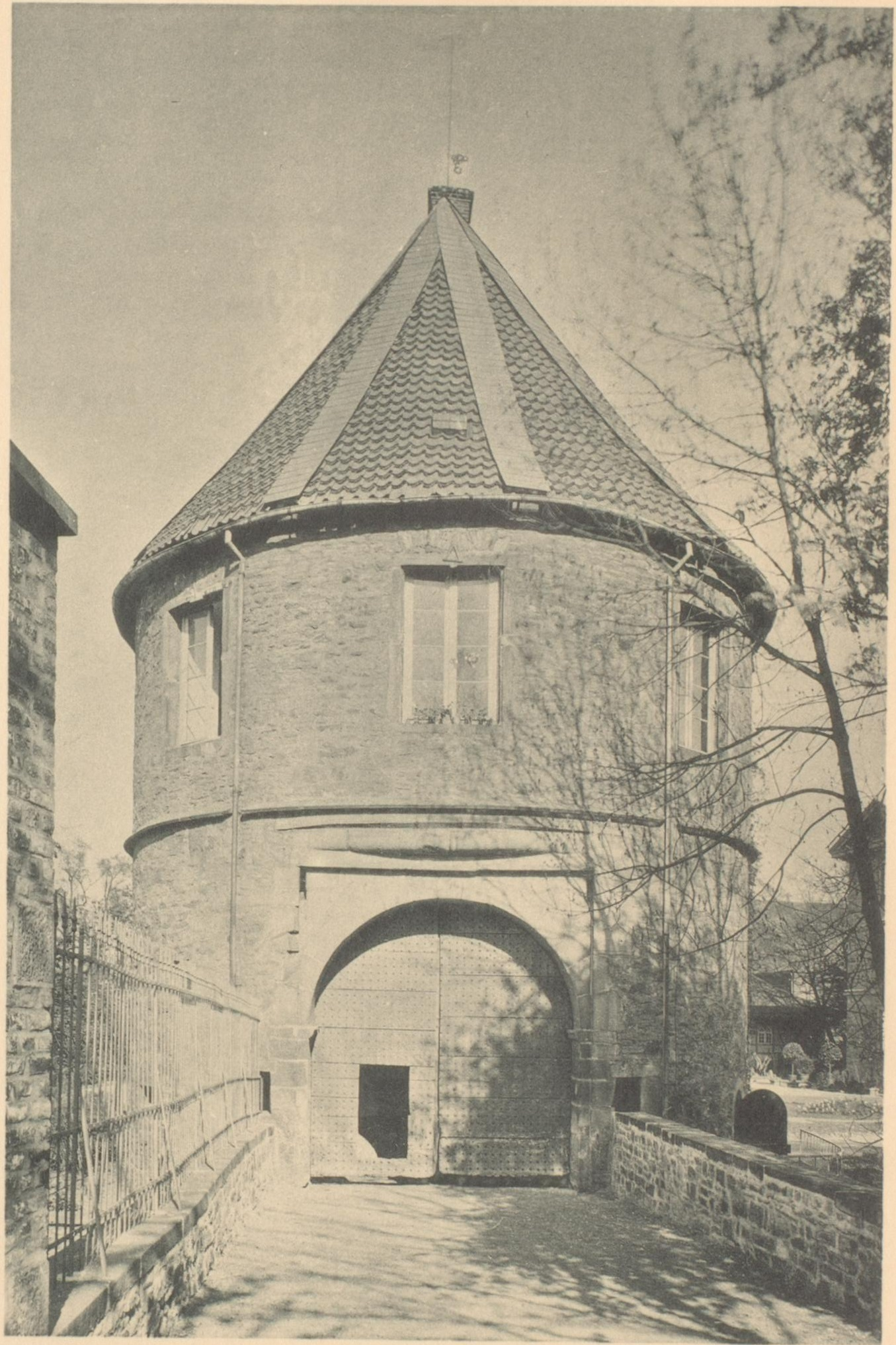
Die Rückseite um 1890

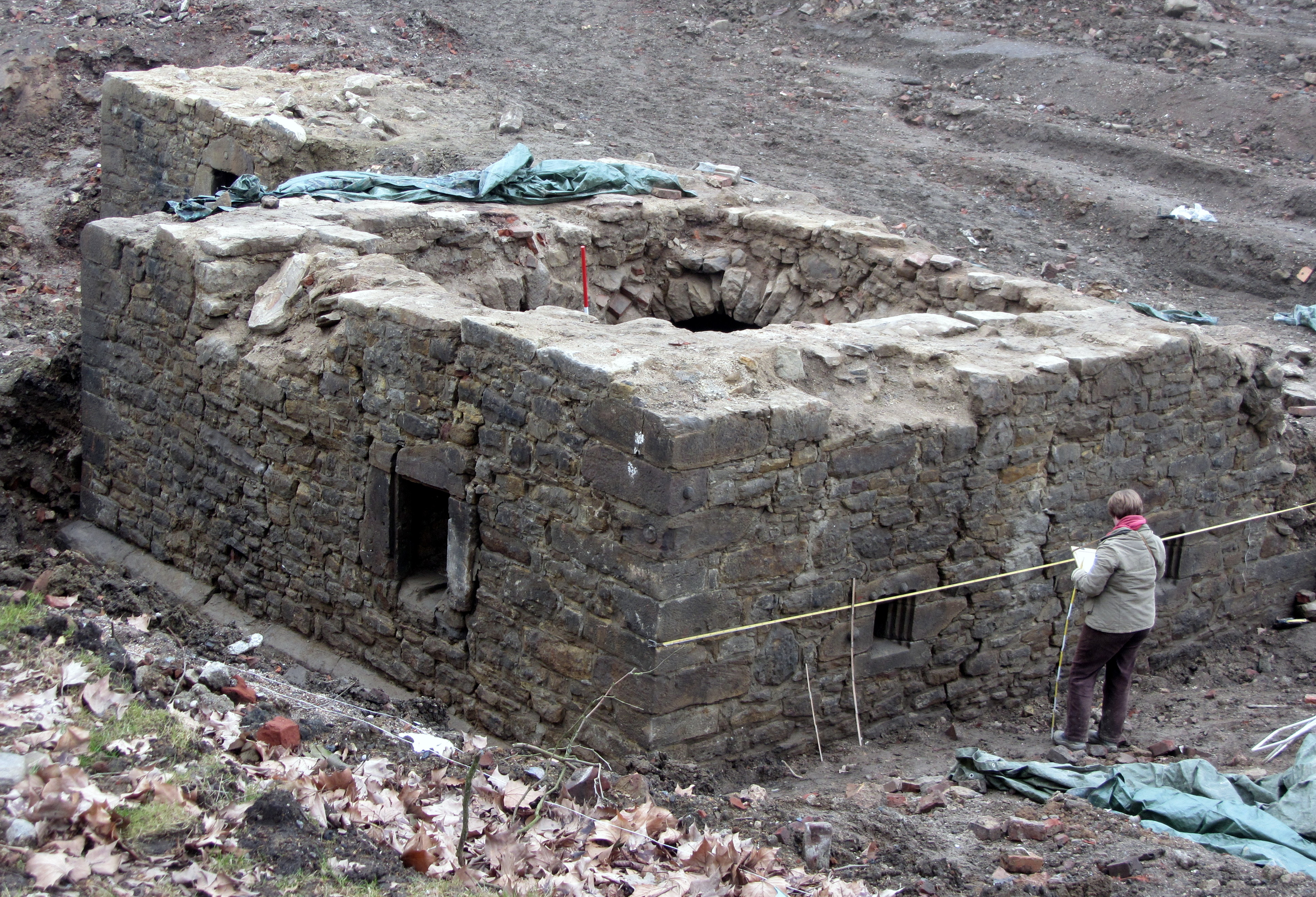
Ausgrabungen der Ruinen 2012

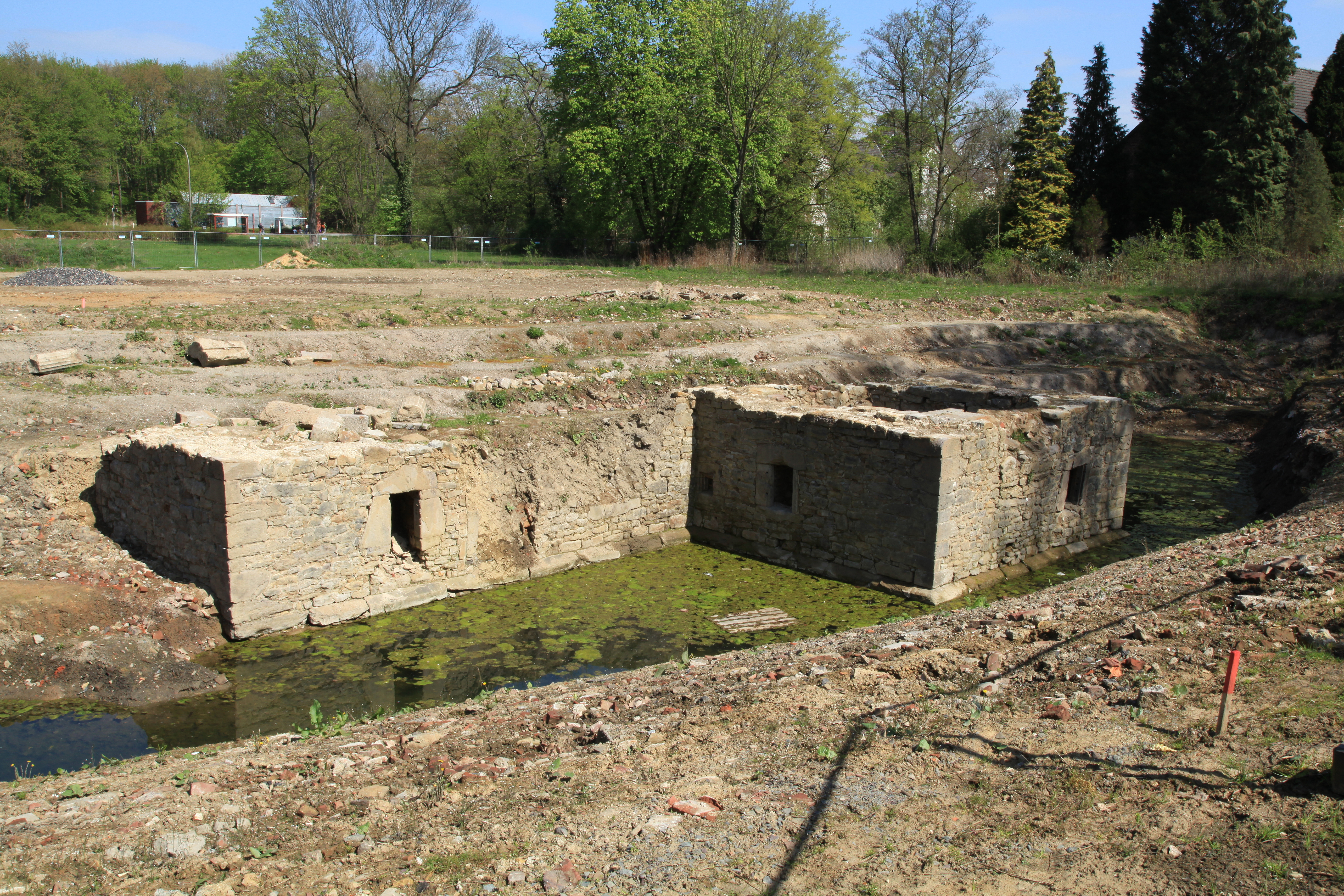
Freigelegte Gräfte 2013

Das heute Torhaus Rombergpark genannte, 1681 erbaute Torhaus des Wasserschlosses wurde im Zweiten Weltkrieg stark beschädigt und von 1957 bis 1959 unter Leitung der Ingenieure Bernhard von Glisczynski und F. H. Sonnenschein restauriert. Es wird seit 1968 als städtische Kunstgalerie mit wechselnden Ausstellungen und Konzertveranstaltungen genutzt. Auch sogenannte Ambiente-Trauungen sind dort möglich. Es liegt am Nordeingang des Rombergparks. Das Torhaus Brünninghausen ist als Baudenkmal in die Denkmalliste der Stadt Dortmund eingetragen.
Weitere erhaltene Zeugnisse des Schlosses sind Teile des Schlossgrabens und der mittlerweile einsturzgefährdete Eiskeller, der zur Kühlung von Wein und Lebensmitteln diente. Für den Erhalt des Wirtschaftshofes des Schlosses mitsamt der stark sanierungsbedürftigen historischen Bausubstanz macht sich eine Bürgerinitiative stark. Die etwa 200 Jahre alten Gebäude unterliegen nicht dem Denkmalschutz. Der Wirtschaftshof – auch Gut Brünninghausen genannt – beherbergte unter anderem eine Brauerei, in der Bier für den Eigenbedarf der Rombergs gebraut wurde. Bis 2002 befand sich auf dem Gutshof das Hotel Rombergpark. Angrenzend befand sich die Wirtschaftsfachschule für das Hotel- und Gaststättengewerbe wihoga, die 2007 ein neues Domizil in einem gegenüberliegenden Neubau bezog. Die Plattenbauten des Hotels Rombergpark und der wihoga wurden im Jahre 2008 abgerissen. Das Gelände, zu dem neben dem ehemaligen Wirtschaftshof des Schlosses auch der frühere Betriebshof Brünninghausen zählt, sollte mehrfach einer Folgenutzung zugeführt werden. Die Ansiedlung einer Privatklinik (2000) oder einer Wellnessanlage mit Hotel (2011) scheiterten jeweils, aktuell plant eine Dortmunder Investorengruppe ein Hotel/Boardinghouse und ein Restaurant samt Brauerei. Hausbrauerei und Restaurant sind im früheren Gutsstallgebäude geplant, Neubauten für Verwaltung, Dienstleistung und Schulung im Bereich der östlichen Gutsgebäude.
Am 4. März 2011 brannte mit einem leerstehenden Wirtschaftsgebäude der vermutlich letzte neben dem Torhaus original erhaltene Teil des ehemaligen Gutshofs aus.
Bei Arbeiten zur Umgestaltung des Bachlaufs Schondelle wurden im Oktober 2011 hinter dem Torhaus Mauern eines Baukörpers mit einem Grundriss von 6 m × 6 m und Resten eines Gewölbes sowie ein westlich anschließender Mauerzug entdeckt, die nach Zeichnungen des Urkatasters von 1827 und Fotografien von 1930 als das südliche Burghaus mit dem angrenzenden Turm der Burg von 1560/71 identifiziert wurden und die Reste einer noch älteren Burganlage in diesem Bereich vermuten lassen. Ab dem 15. Dezember 2011 wurden die Mauern freigelegt. Die Funde wurden als schützenswert eingestuft. Das Areal ist in den Bachlauf der renaturierten Schondelle integriert.